# مقاطعة بريمير (آيوا)
مقاطعة بريمير (بالإنجليزية: Bremer County)‏ هي إحدى مقاطعات ولاية آيوا في الولايات المتحدة الأمريكية.